# Kaloján
Kaloján, también conocido como Kaloyán, Johannitsa o Ioannitsa (en búlgaro: Калоян; c. 1170-Tesalónica, octubre de 1207), fue zar (o emperador) de Bulgaria desde 1197 hasta 1207. Era el hermano menor de Teodoro y Asen, quienes encabezaron una rebelión antibizantina en 1185. La insurrección terminó con la restauración de la independencia de Bulgaria. Pasó años como rehén en Constantinopla a finales de los años 1180. Teodoro (que había sido coronado emperador bajo el nombre de Pedro II) lo asoció al trono después de que Asen fuera asesinado en 1196. Un año más tarde, Teodoro Pedro sería también asesinado, y Kaloján devino en el único monarca de Bulgaria.
Para conseguir una corona de la Santa Sede, Kaloján mantuvo correspondencia con el papa Inocencio III, ofreciéndole reconocer la primacía papal. Su política expansionista lo enemistó con el Imperio bizantino, Serbia y Hungría. El rey Emerico de Hungría permitió que el legado que le transportaba la corona real llegara a su destino únicamente por petición del papa. El legado lo coronó como «rey de los búlgaros y los valacos» el 8 de  noviembre de 1204, pero Kaloján consideraba su reino como un imperio.
Aprovechando la desintegración del Imperio bizantino después de la caída de Constantinopla ante los cruzados (o «latinos») en 1204, conquistó varias fortalezas en Macedonia y Tracia y apoyó los disturbios de la población local contra los cruzados. También derrotó a Balduino I, emperador latino de Constantinopla, en la batalla de Adrianópolis el 14 de abril de 1205. Balduino fue capturado y murió en una de las prisiones del zar. Kaloján emprendió nuevas campañas contra los latinos y expugnó o destruyó docenas de sus fortalezas. Posteriormente se le conocería como el «Matador de Romanos», porque sus tropas asesinaron y apresaron a miles de romanos (o griegos bizantinos). Murió en circunstancias misteriosas durante el sitio de Tesalónica en 1207.

## Orígenes

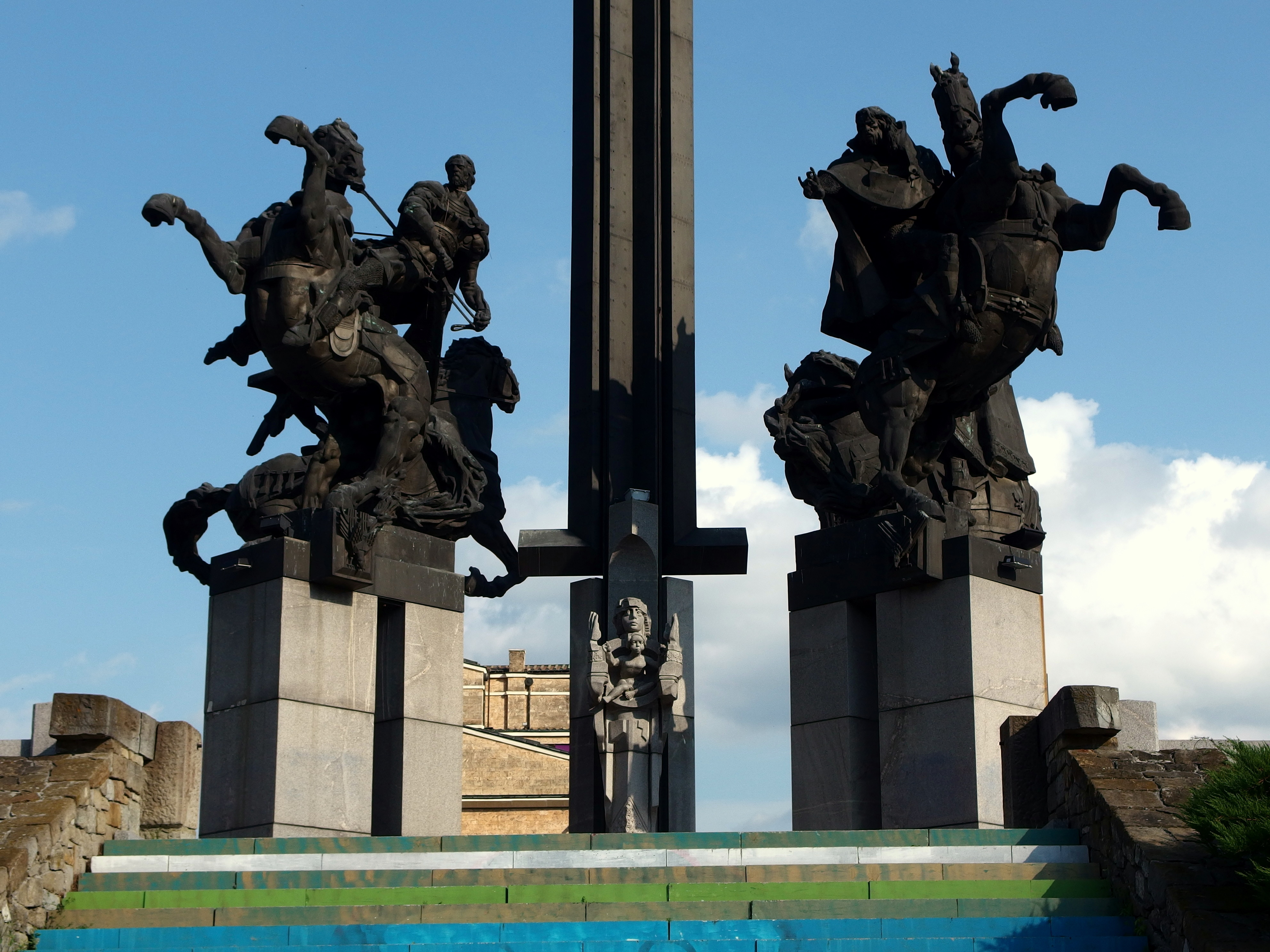
Estatua de los hermanos Asen y Pedro II, hermanos de Kaloján, en Veliko Tarnovo.

Kaloján y sus hermanos Teodoro y Asen son mencionados como valacos en fuentes escritas a fines del siglo XII y principios del siglo XIII, pero su origen étnico está sujeto a debates académicos. La presencia de muchos grupos étnicos en las tierras al sur del bajo Danubio en el siglo XII está bien documentada y, por lo tanto, es muy probable que hayan sido mestizos (mezcla de búlgaro, cumano y valaco).

## Primeros años
Según el historiador rumano Alexandru Madgearu, Kaloján era el benjamín de un rico pastor de los montes Hemo. Tadeusz Wasilewski menciona que aparte de Teodoro y Asen, también tuvo dos hermanas, aunque sus nombres son un misterio. En 1185 sus hermanos encabezaron una rebelión búlgaro-valaca contra el Imperio bizantino. Teodoro fue coronado zar (o emperador) y adoptó el nombre de Pedro II ese mismo año. Asen fue nombrado coemperador antes de 1190. Los hermanos consiguieron asegurar la independencia de su reino con el apoyo de los guerreros cumanos de la estepa póntica.
Kaloján, quien todavía era un adolescente en 1188, debió nacer alrededor de 1170. Fue bautizado como Iván (o Juan), pero se llamaba Johannitsa («Pequeño Iván») debido a que su nombre de pila era igual al de su hermano Asen. El nombre de Kaloján deriva de la expresión griega para Juan el Hermoso (Kallos Ioannis). Sus enemigos bizantinos también lo llamaban «Juan el Perro» (Skyloioannes), que dio lugar a referencias al zar Skaloyan o Scaluian en los frescos de los monasterios de Dragalevtsi (en Bulgaria) y Sucevița (en Rumania).
Después de que los bizantinos capturaran a la esposa de Asen, fue enviado como rehén a Constantinopla en su lugar en la primavera de 1188. Pasó muchos años en la capital bizantina, pero estos no pasaron en vano; vio y aprendió mucho, y se dio cuenta de que el futuro de Bulgaria dependía de que la guerra continuara hasta que sus coterráneos recuperaran su territorio. Se desconoce la fecha de su liberación. Mientras volvía a su país, un noble (o boyardo) llamado Ivanko, asesinó a Asen en Tarnovo en 1196. El regicida intentó usurpar el trono con la ayuda de Bizancio, pero Pedro lo obligó a huir a Constantinopla.

## Reinado

### Conflictos con el Imperio bizantino
El historiador bizantino Nicetas Coniata menciona que Pedro designó a su hermano menor «para que le ayudara en sus deberes de gobierno» en un mes no especificado de 1196. Kaloján se convirtió en el único soberano de Bulgaria luego de que su hermano también fuera asesinado en 1197. Poco tiempo después, emprendió una serie de continuas incursiones contra la provincia bizantina de Tracia que se prolongó durante varios meses. Por estas fechas, Kaloján envió una carta al papa Inocencio III, exhortándole a mandar un emisario a su reino. El zar quería que el vicario de Cristo lo reconociera como legítimo soberano de Bulgaria. Inocencio mantuvo correspondencia con Kaloján debido a que la reunificación de las iglesias cristianas bajo su autoridad era uno de sus principales objetivos.

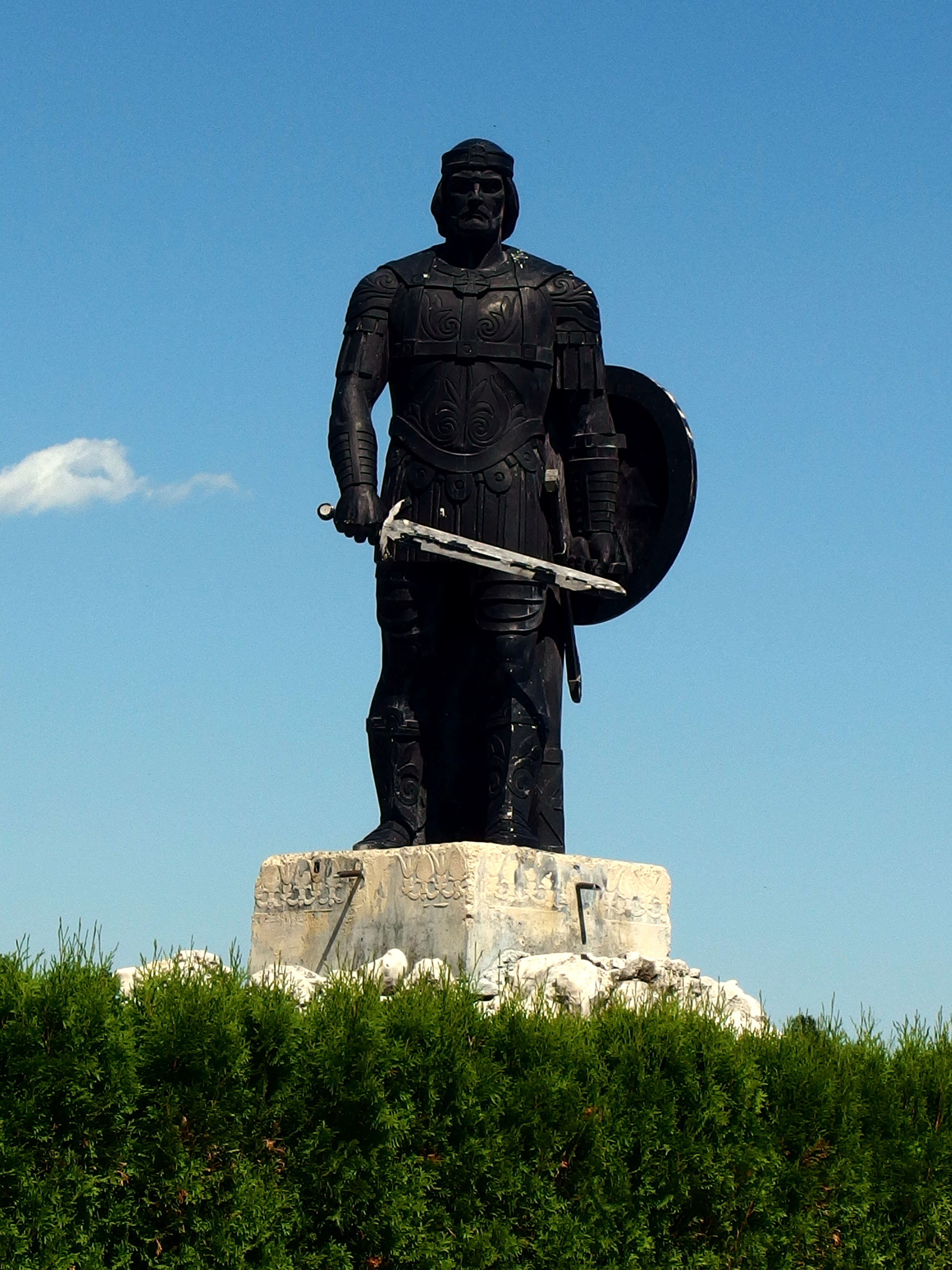
Estatua de Kaloján entre Arbanasi y Veliko Tarnovo.

El emperador bizantino, Alejo III Ángelo, nombró a Ivanko comandante de Filipópolis (Plovdiv). Ivanko expugnó dos fortalezas en los montes Ródope, pertenecientes al zar, pero en 1198 se alió con este. Los cumanos y valacos de las tierras al norte del río Danubio irrumpieron en el Imperio bizantino en la primavera y otoño de 1199. Coniates, quien registra estos acontecimientos, no menciona que Kaloján cooperara con los invasores, por lo que es probable que estos hubieran cruzado su territorio sin su autorización. Probablemente en ese año, el zar arrebató Braničevo, Velbazhd (Kyustendil), Skopie y Prizren a los bizantinos.
El emisario del papa llegó a Bulgaria a fines de diciembre de 1199, llevando una carta para Kaloján. En ella Inocencio le informó de que sus antepasados habían venido «de la ciudad de Roma». La respuesta del zar, escrita en antiguo eslavo eclesiástico, no se ha conservado, pero su contenido puede reconstruirse basándose en su posterior correspondencia con la Santa Sede. En esta se hacía llamar «emperador de los búlgaros y los valacos» y además afirmaba ser el legítimo heredero de los soberanos del Primer Imperio búlgaro. Kaloján exigió una corona imperial al papa y también expresó su deseo de colocar a su iglesia bajo su jurisdicción.
Los bizantinos capturaron a Ivanko y ocuparon sus tierras en 1200. Kaloján y sus aliados cumanos emprendieron una nueva campaña contra los territorios de Bizancio en marzo de 1201. El zar destruyó Constancia (Simeonovgrad) y se adueñó de Varna. También estimuló la rebelión de Dobromir Crysós y Manuel Camitzes contra Alejo III, pero ambos fueron derrotados. Román Mstislávich, príncipe de Galitzia-Volinia, invadió los territorios que ocupaban los cumanos, forzándolos a regresar a sus tierras de origen en 1201. Después de la marcha de sus aliados, el zar firmó un tratado de paz con los bizantinos y se retiró de Tracia a fines de 1201 o en 1202. Según la carta de Kaloján al papa, Alejo III también estaba dispuesto a enviarle una corona imperial y reconocer la autonomía (o autocefalía) de la Iglesia búlgara.

### Ambiciones imperiales
Vukan Nemanjić, gobernante de Zeta, expulsó a su hermano Esteban, príncipe de Serbia, en 1202 y se hizo con el trono. Kaloján dio refugio al príncipe y permitió que los cumanos invadieran Serbia a través su territorio. El zar también invadió el principado serbio y conquistó la ciudad de Niš en el verano de 1203. Según Madgearu, también se apoderó del reino de Dobromir Crysós, incluida su capital, Prosek. El rey Emerico de Hungría, quien reclamaba Belgrado, Braničevo y Niš, intervino en el conflicto en nombre de Vukan. El ejército húngaro ocupó los territorios que también reclamaba Bulgaria. Como Vukan ya había reconocido el primado papal, Inocencio III instó a Kaloján a hacer las paces con este en septiembre. En ese mismo mes, el legado papal, Juan de Casamari, entregó un palio a Basilio I, el jefe de la Iglesia búlgara, confirmando su título de arzobispo, pero negándole el de patriarca.

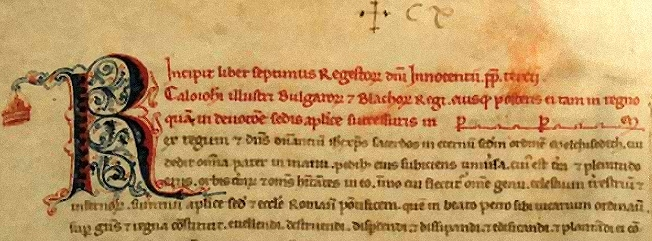
Carta del papa Inocencio III a Kaloján.

Insatisfecho con la decisión, Kaloján envió una nueva carta solicitando que se enviaran cardenales que pudieran coronarlo emperador. También informó que Emerico se había apoderado de cinco obispados búlgaros, y además pidió que el papa arbitrara en la disputa y determinara el límite entre ambos Estados. En la misiva, se daba el título de «emperador de los búlgaros». Inocencio no aceptó su solicitud de una corona imperial, pero despachó al cardenal León Brancaleone a Bulgaria a principios de 1204 para coronarlo rey.
Kaloján envió a sus representantes a los cruzados que sitiaban Constantinopla, ofreciéndoles apoyo militar si «ellos lo coronaban rey para que fuera el señor de su tierra de Valaquia», según la crónica de Roberto de Clari. Sin embargo, lo trataron con desdén y no aceptaron su oferta. Los cruzados conquistaron Constantinopla el 13 de abril. Eligieron como emperador a Balduino IX de Flandes y también acordaron repartirse el Imperio bizantino.
El legado papal, Brancaleone, viajó a través de Hungría, pero fue arrestado en Keve, en la frontera húngaro-búlgara. Emerico instó al cardenal a convocar a Kaloján a su corte y arbitrar en el conflicto. Brancaleone únicamente fue liberado por petición del papa a fines de septiembre o principios de octubre. El 7 de noviembre consagró a Basilio primado de la Iglesia de los búlgaros y valacos. Al día siguiente, coronó rey a Kaloján. En su subsiguiente carta a la Santa Sede, el zar se designaba como «rey de Bulgaria y Valaquia», pero se refirió a su reino como imperio y a Basilio como patriarca.

### Guerra con los cruzados
Aprovechando la desintegración del Imperio bizantino, Kaloján se adueñó de sus antiguos territorios en Tracia. Inicialmente, intentó repartirse pacíficamente las tierras con los cruzados (o latinos). También pidió a Inocencio III que evitara que estos atacaran Bulgaria. Sin embargo, los cruzados querían dividirse los territorios bizantinos entre sí, incluidas las tierras que Kaloján reclamaba, según habían acordado tras apoderarse de Constantinopla.
El zar dio cobijo a los refugiados bizantinos y los invitó a instigar disturbios en Tracia y Macedonia contra los latinos. Los refugiados, según el relato de Roberto de Clari, también prometieron que lo elegirían emperador si invadía el Imperio latino. Los burgueses griegos de Adrianópolis y las ciudades cercanas se alzaron contra los latinos a principios de 1205. Kaloján prometió que les enviaría refuerzos antes de la Pascua. Considerando que su cooperación con los rebeldes suponía una amenaza, el emperador Balduino decidió contraatacar y ordenó la retirada de sus huestes de Asia Menor. Asedió Adrianópolis antes de poder reunir a todas sus fuerzas. El zar se dirigió presuroso a la ciudad al frente de un ejército de más de catorce mil guerreros búlgaros, valacos y cumanos. Una retirada fingida de los cumanos condujo a la caballería pesada de los cruzados a una emboscada en las marismas al norte de Adrianópolis, lo que permitió a Kaloján infligirles una derrota aplastante el 14 de  abril de 1205.

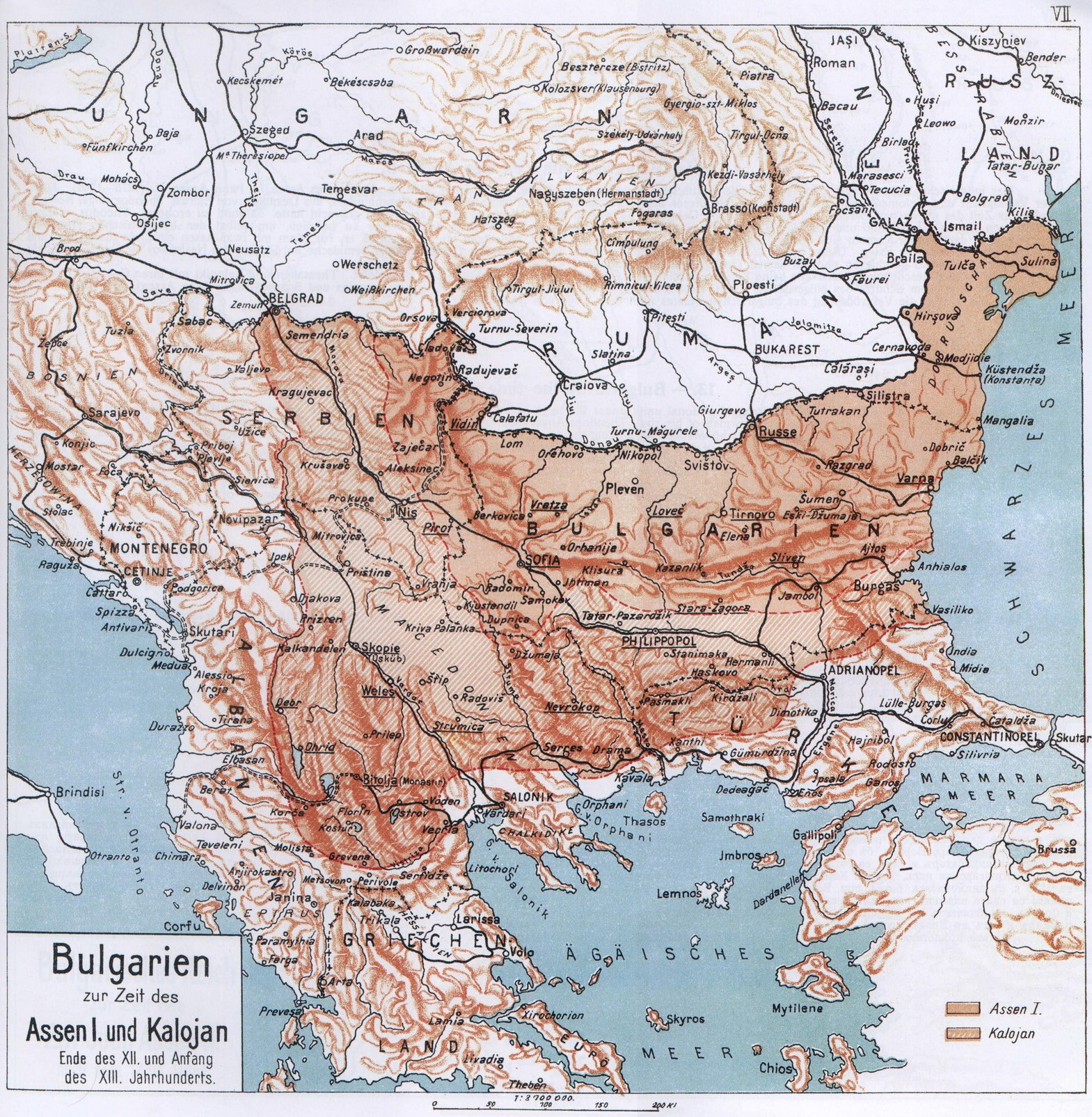
Bulgaria bajo el reinado de Kaloján (1197-1207).

Balduino fue capturado en el campo de batalla y murió cautivo en Tarnovo. Coniata acusa a Kaloján de haberlo torturado y asesinado porque «lo invadía la furia» contra los cruzados. Jorge Acropolita señala que la cabeza del emperador latino fue «vaciada de todo contenido y que se decoró por fuera» para que pudiera servir de copa. Por otro lado, el hermano y sucesor de Balduino, Enrique de Flandes, informó al papa de que Kaloján se comportó respetuosamente con los cruzados que habían sido apresados en Adrianópolis.
Las tropas del zar saquearon Tracia y Macedonia después de su victoria sobre los latinos. Kaloján también llevó a cabo una campaña contra el Reino de Tesalónica, sitiando Serres a fines de mayo. Prometió respetar la libertad de los defensores que abandonasen la plaza, pero después de que esta capitulase faltó a su palabra y los tomó cautivos. Continuó la campaña y se apoderó de Veria y Moglena (Almopía). Por orden suya, la mayoría de los habitantes de la primera fueron asesinados o apresados. Enrique (que todavía gobernaba el Imperio latino en calidad de regente) invadió Bulgaria en junio. No pudo hacerse con Adrianópolis y una repentina inundación lo obligó a levantar el sitio de Demótica.
Kaloján decidió vengarse de los habitantes de Filipópolis, que habían colaborado voluntariamente con los cruzados. Con la ayuda de los paulicianos locales, se apoderó de la ciudad y ordenó el asesinato de los burgueses más destacados. Los plebeyos fueron llevados aherrojados a Valaquia (un territorio poco definido, ubicado al sur del Danubio inferior). El zar regresó a Tarnovo luego de que estallara un motín en su contra en la segunda mitad de 1205 o principios de 1206. Según Coniates, «sometió a los rebeldes a duros castigos y nuevos métodos de ejecución». Invadió nuevamente Tracia en enero de 1206. Conquistó Rusion (Keşan) y masacró a su guarnición latina. Luego destruyó la mayor parte de las fortalezas a lo largo de la Via Egnatia hasta Athira. Los habitantes de la región fueron capturados y deportados al bajo Danubio. Acropolita menciona que a partir de entonces Kaloján se llamó a sí mismo «Matador de Romanos», en clara referencia a Basilio II, a quien se había apodado el «Matador de Búlgaros» después de que destruyese el Primer Imperio búlgaro.
La matanza y captura de sus compatriotas indignó a los griegos de Tracia y Macedonia, que tomaron conciencia de que el zar era más hostil a ellos que a los latinos. Los burgueses de Adrianópolis y Demótica se acercaron a Enrique ofreciendo su sumisión y este la aceptó. Kaloján cercó Demótica en junio, pero los cruzados lo obligaron a levantar el sitio. Poco después de que Enrique fuera coronado emperador el 20 de agosto, los búlgaros regresaron y destruyeron la ciudad. Luego pusieron sitio a Adrianópolis, pero los latinos los obligaron a retirar sus tropas de Tracia. El emperador latino también irrumpió en Bulgaria y liberó a veinte mil prisioneros en octubre. Bonifacio de Montferrato, rey de Tesalónica, había recobrado mientras tanto la ciudad de Serres.
Kaloján formó una alianza con Teodoro I Láscaris, emperador de Nicea. Láscaris había comenzado una guerra contra David Comneno, coemperador de Trebisonda, al que respaldaban los latinos. Teodoro persuadió al zar para que invadiese Tracia, lo que obligó a Enrique a retirar sus tropas de Asia Menor. Los búlgaros asediaron Adrianópolis en abril de 1207, utilizando fundíbulos, pero los defensores resistieron. Un mes después, los cumanos abandonaron el campamento búlgaro debido a que querían volver a las estepas pónticas, por lo que Kaloján tuvo que levantar el sitio. Inocencio III le instó a hacer las paces con los latinos, pero este no obedeció.
Enrique concluyó una tregua con Láscaris en julio de 1207. También tuvo una reunión con Bonifacio, quien reconoció su soberanía en Cipsela. Sin embargo, cuando regresaba a Tesalónica, fue emboscado y asesinado en Mosinópolis el 4 de septiembre. Según Geoffrey de Villehardouin, los búlgaros locales fueron los perpetradores y enviaron su cabeza a Kaloján. Roberto de Clari y Coniata mencionan que el zar de los búlgaros había preparado la celada. A Bonifacio le sucedió su hijo menor, Demetrio. La madre del niño rey, Margarita de Hungría, asumió la administración del reino. Kaloján se dirigió hacia Tesalónica y puso sitio a la ciudad.

## Muerte
Kaloján murió durante el sitio de Tesalónica en octubre de 1207, pero las circunstancias de su muerte son confusas. Acropolita indica que murió de pleuritis. También menciona un rumor que afirmaba que «su muerte fue causada por la ira divina, porque se le apareció un hombre armado mientras dormía y le atacó el costado con una lanza».

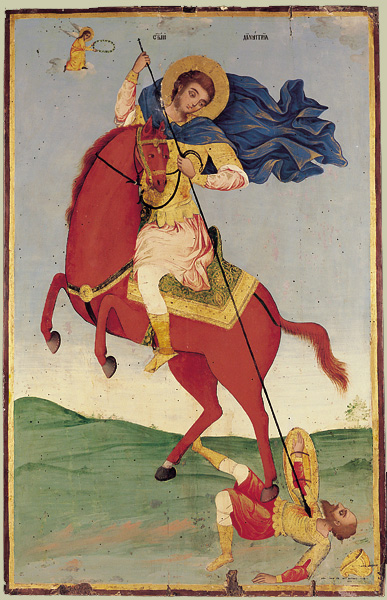
Icono búlgaro de san Demetrio.

Las leyendas sobre la intervención de san Demetrio de Tesalónica en nombre de la ciudad sitiada se registraron poco después de la muerte de Kaloján. Roberto de Clari escribió antes de 1216 que el santo en persona vino a su tienda y «lo atacó con una lanza en el cuerpo», causándole la muerte. Esteban Nemanjić incluyó la misma leyenda en la hagiografía de 1216 sobre su padre, Esteban Nemanja. Juan Estauracio, quien recopiló las leyendas de san Demetrio a fines del siglo XIII, escribió que un hombre montado en un caballo blanco atacó a Kaloján con una lanza. El zar, según Estauracio, vinculó al asaltante con Manastar, el jefe de sus mercenarios, que había huido antes su muerte. La leyenda aparece representada en los muros de más de cinco iglesias y monasterios ortodoxos. Por ejemplo, un fresco en el Monasterio de Dečani muestra a san Demetrio alanceando al zar Skaloyan.
Las noticias contradictorias sobre su muerte dieron lugar a múltiples teorías de académicos, muchos de los cuales aceptan que fue asesinado. Madgearu dice que fue asesinado por Manastar, quien probablemente fue contratado por la esposa y el sobrino del zar, Boril. Los historiadores Genoveva Cankova-Petkova y Francesco Dall'Aglio también escriben que Manastar fue quien lo mató, pero suponen que fueron los griegos los que instigaron el regicidio.
La ubicación de la tumba de Kaloján es desconocida. Según la versión de finales del siglo XIII de la Vida de san Sava de Serbia, su cuerpo fue embalsamado y llevado a Tarnovo. Sin embargo, la versión anterior de la misma leyenda, escrita en 1254, no menciona este episodio. Un anillo de oro, que se encontró en una tumba cerca de la Iglesia de los Cuarenta Mártires de Tarnovo en 1972, lleva la inscripción en cirílico Kaloianov prăsten («anillo de Kaloján»). Ivan Duichev declaró que el anillo demostraba que los restos del zar fueron transferidos a la iglesia, que fue construida en 1230. Basándose en el cráneo encontrado en la misma tumba y asociado con Kaloján, el antropólogo Jordan Jordanov reconstruyó su rostro. La identificación de la tumba como su lugar de reposo es controvertida, ya que el anillo que lleva su nombre no puede ser fechado antes del siglo XIV. Además, las tumbas de todos los demás miembros de la realeza que fueron enterrados en el mismo lugar están ubicadas dentro de la iglesia, lo que sugiere que el anillo no es suyo, sino de uno de sus homónimos del siglo XIV.

## Matrimonio y descendencia
La esposa de Kaloján era una princesa cumana y tuvo solamente una hija (aunque su nombre es desconocido). Según un rumor registrado por Alberico de Trois-Fontaines, la mujer del emperador búlgaro trató de seducir al emperador latino Balduino, que estaba prisionero en Tarnovo. Sin embargo, este la rechazó, por lo que ella lo acusó de haber tratado de seducirla. Indignado por el reclamo de su esposa, Kaloján lo hizo ejecutar y dio de comer su cadáver a los perros. Según Madgearu, este rumor está basado en la historia de Putifar y su esposa, y por lo tanto es poco confiable. Después de su muerte, su viuda se desposaría con su sucesor, Boril. La hija de Kaloján se casaría con el sucesor de Balduino, Enrique de Flandes, en 1211.

## Evaluación y legado

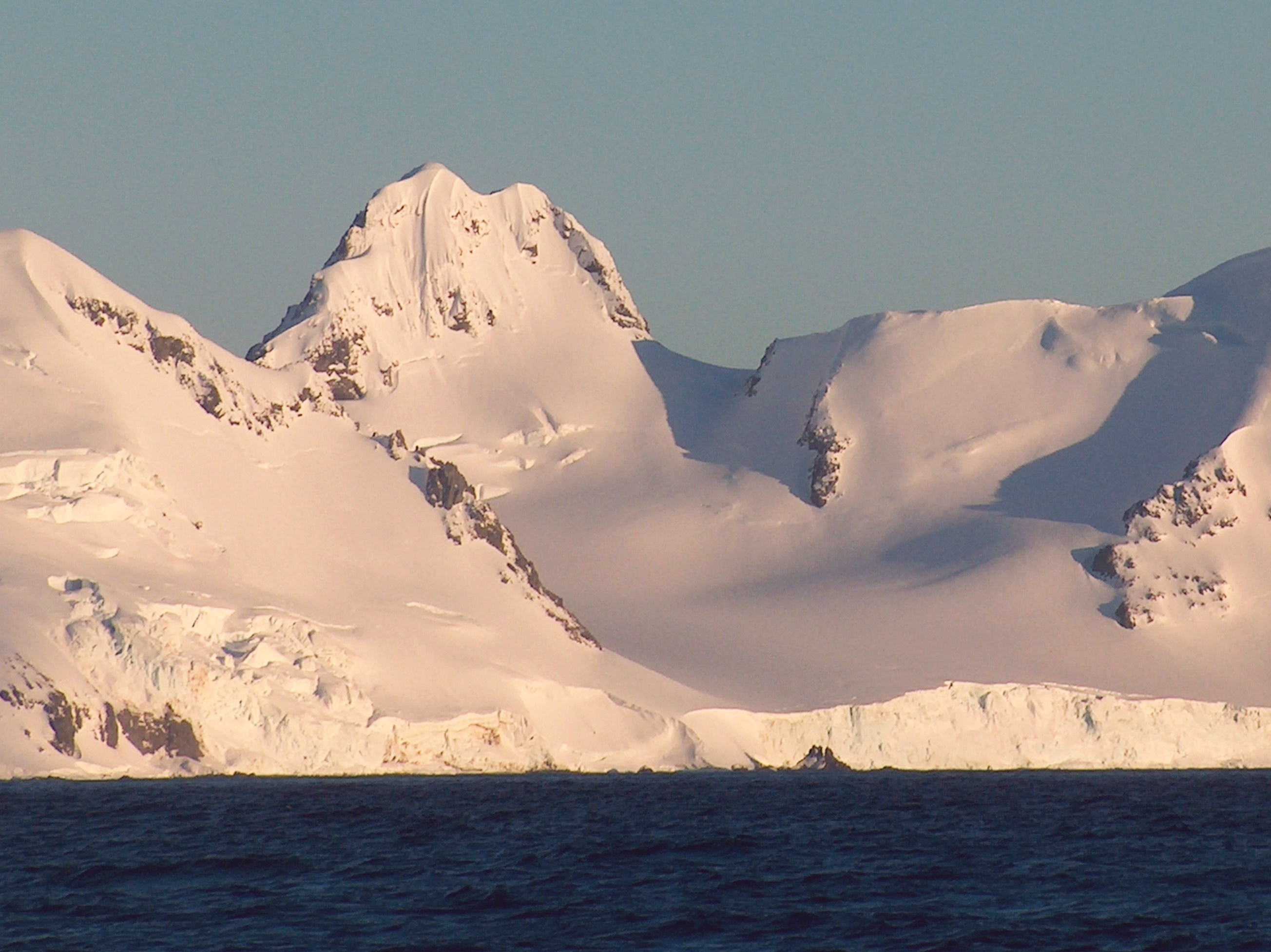
El Nunatak Kaloján desde el estrecho de Bransfield (Antártida).

Según István Vásáry, Kaloján fue un gobernante visionario, ya que no solo trató de mantener la independencia de su nación, recuperada por sus hermanos, sino que también intentó fusionar el Imperio bizantino con el suyo; se había criado en un ambiente griego cuando era rehén en Constantinopla y el esplendor de Bizancio no dejaba de asombrarlo. La forma de realizar su sueño había sido facilitada por los latinos, que habían conquistado la capital bizantina. Sin embargo, también le impidieron llevar a cabo sus planes de formar un Imperio greco-búlgaro. Aunque al principio los habitantes griegos de Tracia lo recibieron con alegría debido a que lo veían como su defensor frente la dominación latina, pronto comenzaron a odiarlo cuando supieron de sus atrocidades para con ellos. La crueldad de Kaloján les impelió a pasarse al bando latino, y la alianza de búlgaros y cumanos no fue lo suficientemente poderosa como para vencer a las fuerzas conjuntas de bizantinos y latinos.
Kaloján es una figura importante de la historia de Bulgaria pese a que su reinado apenas duró diez años. Consiguió no solo extender la autoridad y el prestigio de su Estado, sino también hacer de Bulgaria la potencia principal de los Balcanes. Su victoria en Adrianópolis eliminó la amenaza que los latinos suponían para el sureste de Europa y aseguró su independencia. El sello de Kaloján está representado en el reverso del billete búlgaro de 2 leva, emitido entre 1999 y 2005.

## Eponimia
- El Nunatak Kaloján de las Montañas Tangra en la isla Livingston, Antártida, lleva este nombre en su memoria.[118]
- Varias localidades en Bulgaria, un municipio, una ciudad y dos pueblos, son llamadas Kaloján.[119][120]